# Werdohl
Werdohl település Németországban, azon belül Észak-Rajna-Vesztfália tartományban. Lakosainak száma 17 762 fő (2023. december 31.). Werdohl Plettenberg és Herscheid községekkel határos.

## Népesség
A település népességének változása:
| Lakosok száma | 21 975 | 17 833 | 17 737 | 17 727 | 17 827 | 17 762 |
|               | 1975   | 2017   | 2019   | 2021   | 2022   | 2023   |